# Diocesi di Naratcata
La diocesi di Naratcata (in latino: Dioecesis Naratcatensis) è una sede soppressa e sede titolare della Chiesa cattolica.

## Storia
Naratcata, nell'odierna Algeria, è un'antica sede episcopale della provincia romana di Numidia.
Sono due i vescovi conosciuti di Naratcata. Il nome di Fortunaziano appare al 100º posto nella lista dei vescovi della Numidia convocati a Cartagine dal re vandalo Unerico nel 484; Fortunaziano, come tutti gli altri vescovi cattolici africani, fu condannato all'esilio.
Il vescovo Colombo sottoscrisse al 18º posto gli atti della prima seduta (5 febbraio) del concilio riunito a Cartagine nel 525 dal primate Bonifacio con il permesso del re vandalo Ilderico.
Dal 1933 Naratcata è annoverata tra le sedi vescovili titolari della Chiesa cattolica; dal 3 luglio 2018 il vescovo titolare è Mark Andrew Bartosic, vescovo ausiliare di Chicago.

## Cronotassi

### Vescovi residenti
- Fortunaziano † (menzionato nel 484)
- Colombo † (menzionato nel 525)

### Vescovi titolari
- Venancio Celestino Orbe Uriarte, C.P. † (25 agosto 1967 - 1º dicembre 1977 dimesso)
- Karl Hesse, M.S.C. † (27 aprile 1978 - 24 ottobre 1980 nominato vescovo di Kavieng)
- Patrick Vincent Hurley, C.SS.R. † (5 novembre 1981 - 1º novembre 1992 deceduto)
- John Walter Yanta † (27 ottobre 1994 - 21 gennaio 1997 nominato vescovo di Amarillo)
- José de Jesús Martínez Zepeda (11 marzo 1997 - 3 gennaio 2004 nominato vescovo di Irapuato)
- José Domingo Ulloa Mendieta, O.S.A. (26 febbraio 2004 - 18 febbraio 2010 nominato arcivescovo di Panamá)
- Fernando Bascopé Müller, S.D.B. (15 luglio 2010 - 24 settembre 2014 nominato ordinario militare in Bolivia)
- Jean-Pierre Kwambamba Masi (31 marzo 2015 - 31 marzo 2018 nominato vescovo di Kenge)
- Mark Andrew Bartosic, dal 3 luglio 2018